# Triumph Daytona 600 / 650

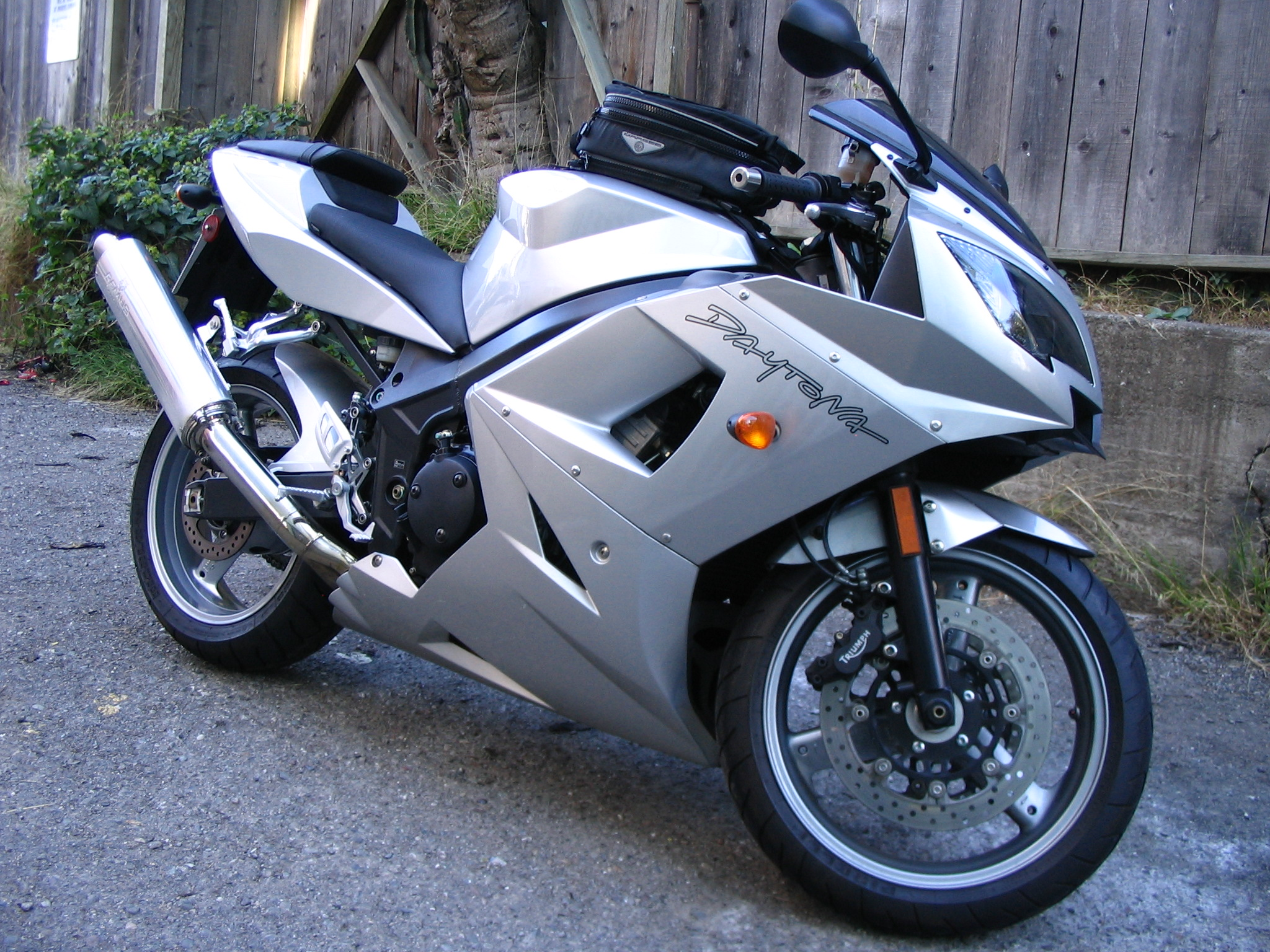
Triumph Daytona 600

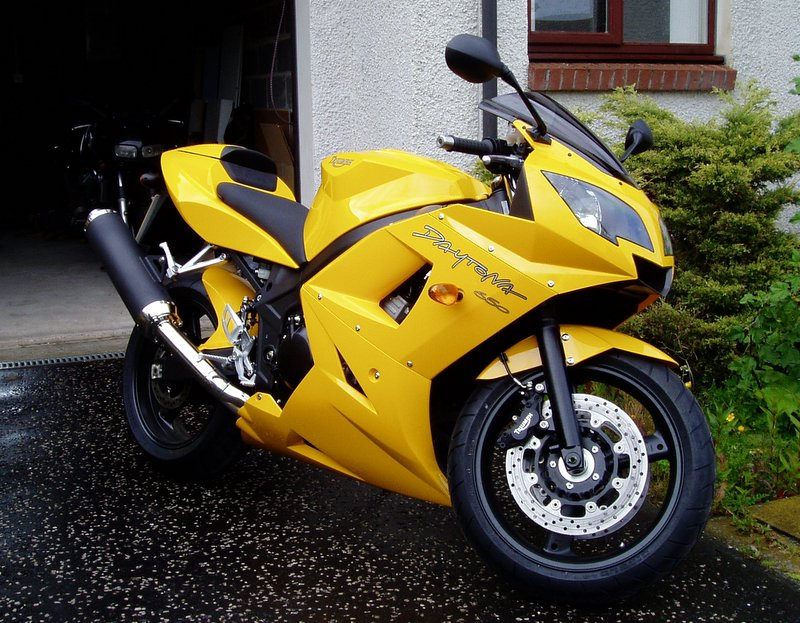
Triumph Daytona 650

Die Triumph Daytona 600 / 650 ist ein Motorrad des britischen Herstellers Triumph Motorcycles Ltd., das 2002 vorgestellt wurde und auf der TT600 basiert.
Im Jahr 2005 wurde das Modell überarbeitet und als Daytona 650 bis zur Einstellung der Reihe 2006 angeboten. Äußerlich unterscheiden sich die Motorräder lediglich durch die Schriftzüge und einen schwarz ummantelten Endschalldämpfer an der Daytona 650. Das Motorrad war in den Farben Racing Yellow (Gelb), Tornado Red (Rot) und Aluminium Silver (Silber, nur Daytona 600) erhältlich.
Das Nachfolgemodell ist die Triumph Daytona 675.

## Technische Daten
| Modell                       | Daytona 600 | Daytona 650 |
| Motor                        | Viertaktmotor, flüssigkeitsgekühlter Vierzylinder-Reihenmotor, DOHC, 4 Ventile pro Zylinder, Nasssumpfschmierung, Saugrohreinspritzung | Viertaktmotor, flüssigkeitsgekühlter Vierzylinder-Reihenmotor, DOHC, 4 Ventile pro Zylinder, Nasssumpfschmierung, Saugrohreinspritzung |
| Hubraum (cm³)                | 599 | 646 |
| Bohrung und Hub (mm)         | 68,0 × 41,3 | 68,0 × 44,5 |
| Verdichtung                  | 12,5:1 | 12,9:1 |
| Max. Leistung (kW/PS)        | 82/110 bei 12.750 | 85/114 bei 12.500 |
| Max. Drehmoment (Nm)         | 68 bei 11.000 | 68 bei 11.500 |
| Antrieb                      | 6-Gang-Schaltgetriebe, Kettenantrieb                                                                                                   | 6-Gang-Schaltgetriebe, Kettenantrieb                                                                                                   |
| Abmessungen                  | | |
| Länge × Breite × Höhe (mm)   | 2.050 × 660 × 1.135 | 2.112 × 712 × 1.131 |
| Sitzhöhe (mm)                | 815 | 815 |
| Radstand                     | 1.390 mm | 1.390 mm |
| Tankinhalt                   | 18 l | 16,6 l |
| Trockengewicht (kg)          | 165 | 165 |
| Höchstgeschwindigkeit (km/h) | 252 | 250 |

## Motorsport
Das Team Valmoto setzte in den Jahren 2003 und 2004 eine Triumph Daytona 600 in der britischen Supersport-Meisterschaft ein. Craig Jones gewann mit dem Motorrad den letzten Lauf der Saison 2004 in Donington Park. Triumph zog sich aus der Meisterschaft zurück, da die ab dem Jahr 2005 angebotene Daytona 650 mit 646 cm³ Hubraum nicht mehr dem  Klassenreglement entsprach.
Eine ebenfalls vom Team Valmoto eingesetzte Triumph Daytona 600 gewann das Junior-TT-Rennen auf der Isle of Man im Jahr 2003. Der Fahrer war Bruce Anstey.